# Las Abiertas (Arcos de la Frontera)
Las Abiertas es una de las pedanías del municipio de Arcos de la frontera (Cádiz, España). La pedanía se encuentra a 13 km de Arcos de la Frontera y tiene una población de 210 habitantes aproximadamente. Las Abiertas se encuentra cercana a otra pedanía, La Sierpe.

## Servicios
La pedanía dispone de una sede social, donde se llevan a cabo actividades culturales, y de un colegio público de preescolar (Poeta Julio Mariscal). Véase en Julio Mariscal

## Festividades
A mediados del mes de agosto tiene lugar la velada donde se realizan diversas actividades tales como:
- Salida de la virgen Inmaculada Concepción.
- Concurso de gastronomía.
- Concurso de disfraces.
- Juegos populares (carreras de sacos, juego de la silla, ...)